# Sam Harding
Samuel Harding, detto Sam (Subiaco, 1º dicembre 1980), è un rugbista a 15 neozelandese con cittadinanza australiana, in carriera attivo nel ruolo di terza linea ala ed internazionale per la Nuova Zelanda.

## Biografia
Samuel nasce a Subiaco, in Australia, da genitori con origini neozelandesi.
Dal 1999 al 2004 gioca con Otago nel National Provincial Championship e, dal 2002 al 2004, milita negli Highlanders in Super 12; nel 2005 disputa una stagione con Canterbury e gioca 8 partite coi Crusaders, contribuendo alla vittoria finale del titolo di Super 12.
Nell'estate 2005 arriva in Europa ingaggiato dal Northampton, in Inghilterra, per due stagioni, terminando la seconda all'Ulster in Celtic League; poi una stagione in Italia al Viadana in Super 10, prima di trasferirsi in Spagna al Ciencias.
Nel 2010 torna in Inghilterra vestendo le maglie di London Scottish e Barnes, dove termina la carriera agonistica.

### Carriera internazionale
Nel 2001 viene selezionato nei New Zealand Colts, disputando 4 incontri e segnando 3 mete.
L'anno successivo, il 29 giugno 2002 a Wellington, debutta a livello internazionale con la maglia degli All Blacks nel test match contro le Figi.
Tra il 2003 e il 2006 gioca tre match con il club ad inviti dei Barbarians contro Inghilterra XV e Galles XV, segnando una meta contro quest'ultimi.

## Palmarès
- Super 12: 1
Crusaders: 2005